# Kempton (Indiana)
Kempton es un pueblo ubicado en el condado de Tipton en el estado estadounidense de Indiana. En el Censo de 2010 tenía una población de 335 habitantes y una densidad poblacional de 783,9 personas por km².

## Geografía
Kempton se encuentra ubicado en las coordenadas 40°17′16″N 86°13′47″O / 40.28778, -86.22972. Según la Oficina del Censo de los Estados Unidos, Kempton tiene una superficie total de 0.43 km², de la cual 0.43 km² corresponden a tierra firme y (0%) 0 km² es agua.

## Demografía
Según el censo de 2010, había 335 personas residiendo en Kempton. La densidad de población era de 783,9 hab./km². De los 335 habitantes, Kempton estaba compuesto por el 98.81% blancos, el 0% eran afroamericanos, el 0% eran amerindios, el 0.3% eran asiáticos, el 0% eran isleños del Pacífico, el 0% eran de otras razas y el 0.9% pertenecían a dos o más razas. Del total de la población el 0.9% eran hispanos o latinos de cualquier raza.